# Mellan-Hansjön
Mellan-Hansjön är en sjö i Kramfors kommun i Ångermanland och ingår i Ångermanälven-Gådeåns kustområde. Sjön har en area på 0,268 kvadratkilometer och ligger 142,3 meter över havet.

## Delavrinningsområde
Mellan-Hansjön ingår i det delavrinningsområde (697519-159355) som SMHI kallar för Utloppet av Mellan-Hansjön. Medelhöjden är 218 meter över havet och ytan är 5,92 kvadratkilometer. Det finns ett avrinningsområde uppströms, och räknas det in blir den ackumulerade arean 11,54 kvadratkilometer. Vattendraget som avvattnar avrinningsområdet har biflödesordning 2, vilket innebär att vattnet flödar genom totalt 2 vattendrag innan det når havet efter 22 kilometer. Avrinningsområdet består mestadels av skog (96 procent). Avrinningsområdet har 0,27 kvadratkilometer vattenytor vilket ger det en sjöprocent på 4,5 procent.